# François Guizot

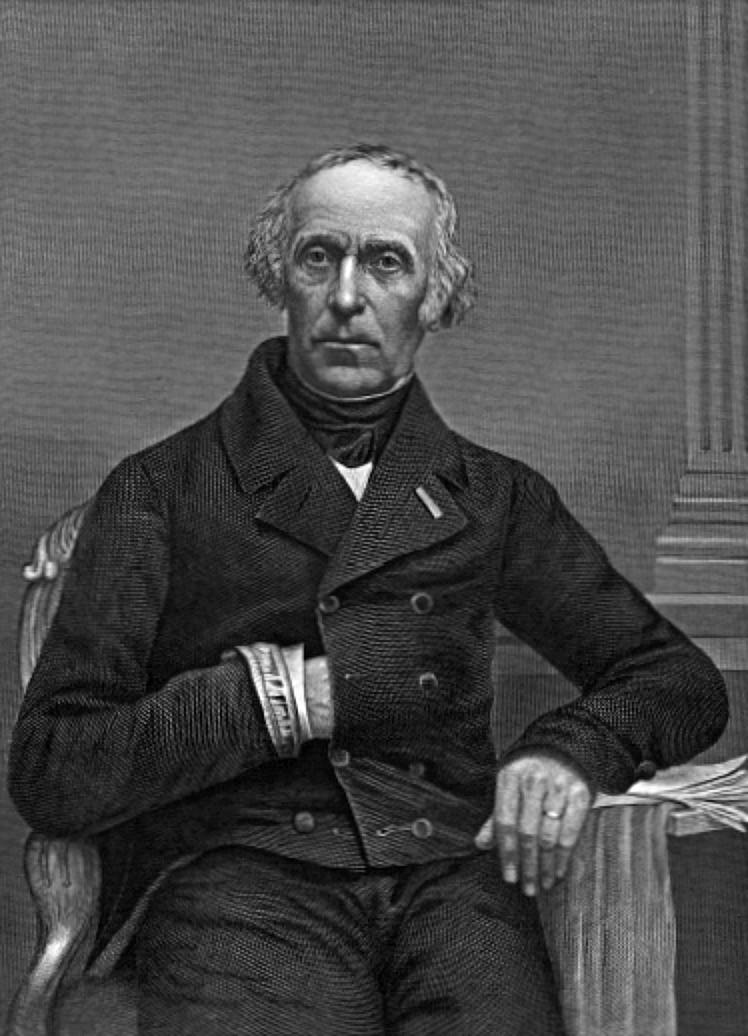
François Pierre Guillaume Guizot

Guizot, Lithographie von Gabriel Decker, 1840

François Pierre Guillaume Guizot (* 4. Oktober 1787 in Nîmes; † 12. September 1874 in Saint-Ouen-le-Pin, Basse-Normandie) war ein französischer Politiker und Schriftsteller.

## Leben und Familie
François Guizot war Sohn calvinistischer Eltern. Sein Großvater väterlicherseits gehörte zu den Pfarrern der hugenottischen Kirche der Wüste. Sein Vater, ein Advokat, starb während der Französischen Revolution am 8. April 1794 unter der Guillotine. Guizot ging mit seiner Mutter nach Genf, wo er das Gymnasium besuchte und Deutsch, Italienisch und Englisch lernte. Ab 1805 studierte er in Paris Rechtswissenschaften und übernahm 1807 eine Stelle als Hauslehrer bei dem früheren schweizerischen Minister und Gesandten Philipp Albert Stapfer, dessen Söhne Albert Stapfer und der Ingenieur Karl Ludwig (1799–1880) von ihm unterrichtet wurden.
1812 heiratete er die 14 Jahre ältere französische Schriftstellerin Pauline de Meulan und wurde vom Marquis Louis de Fontanes zum Professor für moderne Geschichte an der Faculté des Beaux-Arts in Paris ernannt. 1819 wurde dem Paar der Sohn François geboren, der aber schon 1837 an Tuberkulose starb. Nachdem seine erste Frau 1827 gestorben war, heiratete Guizot 1828 deren Nichte Elisa Dillon, die 1833 bei der Geburt ihres jüngsten Kindes verstarb. Aus dieser Ehe entstammten zwei Töchter, Henriette Guizot (1829–1908) und Pauline Guizot (1831–1874), sowie der Sohn Guillaume Guizot (1833–1892). Henriette ehelichte Coenraad Jacob Dyonis Cornelis de Witt und Pauline dessen jüngeren Bruder Cornélis Henry de Witt. Den Rest seines Lebens verbrachte Guizot als Witwer. Bis zu ihrem Tod 1848, während Guizots Exil, spielte seine Mutter eine große Rolle im Haushalt der Familie.
Guizot galt als unbestechlich, aber auch als sehr arrogant.

## Politik
Ab 1809 veröffentlichte er politische Denkschriften und wissenschaftliche Abhandlungen. Nach der Restauration wurde er 1814 vom Minister des Innern, Abbé Montesquiou, zum Generalsekretär ernannt, saß im Zensurausschuss und half das neue strenge Pressegesetz ausarbeiten. Nach Napoleons Rückkehr von Elba begab er sich nach Gent an den Hof Ludwigs XVIII. Auf die ihm deswegen im Parlament 1843 gemachten Vorwürfe antwortete er mit dem Hinweis, dass dies nur geschehen sei, um König Ludwig zu einer konstitutionellen Regierungsweise zu überreden. Nach der zweiten Restauration wurde er zum Generalsekretär im Justizministerium ernannt. Schon 1816 jedoch trat er zusammen mit dem Justizminister François Barbé-Marbois aus Protest gegen den restaurativen und betont katholischen Kurs des spöttisch Chambre introuvable genannten damaligen französischen Parlaments zurück. Schon bald darauf wurde er vom König zum Requetenmeister und Staatsrat befördert. In dieser Stellung gründete er zusammen mit Decazes, Royer-Collard und seinen anderen politischen Freunden die Partei der Doktrinäre, die sich als Angehörige des Juste Milieu und als Verteidiger des gemäßigt monarchischen Systems gegen radikale politische Strömungen verstanden.
Infolge seiner Denkschrift über die Zustände der Kammern wurde er Anfang 1819 Generaldirektor der Kommunal- und Departementalverwaltung im Innenministerium. Als Decazes 1820 zurücktreten musste, wurde auch Guizot entlassen und verlor seine Stelle als Zensor. Seine Entlassung wollte die Regierung auch als Warnung an die politischen Freunde Guizots verstanden wissen, die heftig gegen die Veränderung des Wahlrechts opponierten: Um der Regierung mehr Stabilität zu verleihen, sollte die bis dahin gültige Partialerneuerung von jährlich einem Siebentel der Abgeordneten durch die bis heute geltende vollständige Neuwahl des Parlaments nach Ablauf einer Legislaturperiode ersetzt werden.
Guizot nahm wieder eine Tätigkeit als Lehrer für neuere Geschichte an der Faculté des lettres auf. Nebenbei arbeitete er bis 1822 an einer Schule. 1824 wurden ihm infolge seiner Angriffe auf das Kabinett des Ministerpräsidenten Jean-Baptiste de Villèle seine Vorlesungen untersagt. Erst 1828 unter Martignac konnte er sie wieder aufnehmen. Ab dieser Zeit kämpfte er offen gegen die Regierung Karls X. Er war zunächst Mitglied und später Präsident der Gesellschaft Aide-toi et le ciel t’aidera, die zum Schutz der Unabhängigkeit von Wahlen gegründet worden war. Zeitgleich war er auch weiterhin als Schriftsteller aktiv. Neben politischen Schriften versah er zu dieser Zeit viele Werke anderer mit Einleitungen oder Anmerkungen (beispielsweise Letourneurs Shakespeare-Übersetzung). 1826 übernahm Guizot die Direktion der Encyclopédie progressive. Dieses Unterfangen geriet jedoch schnell ins Stocken. 1828 gründete er die Revue française, die von der Julirevolution unterbrochen und erst 1837 für kurze Zeit wiederaufgenommen wurde.
Im März 1829 wurde Guizot wieder außerordentlicher Staatsrat, im Januar 1830 wurde er mit 281 Stimmen (563 Wahlberechtigte, 446 Wähler) für die Stadt Lisieux in die Deputiertenkammer gewählt, wo er zum linken Zentrum gehörte. Ab 1831 beabsichtigte er dort den Erwerb eines Sommerdomizils. 1836 kaufte er das ehemalige Kloster Val-Richer nahe der Stadt, was ihn zum Landwirtschaftsunternehmer machte, seine finanziellen Möglichkeiten aber überspannte. Seine eigentliche staatsmännische Tätigkeit begann erst mit der Julirevolution. Er war es, der den Protest gegen die Juliordonnanzen verfasste und so den ersten Anstoß zum Ausbruch der Revolution gab. Am 30. Juli wurde er provisorischer Minister für öffentlichen Unterricht, und am 11. August ernannte ihn Louis-Philippe I. zum Minister des Innern. Da er jedoch die Politik des Ministerpräsidenten Jacques Laffitte nicht billigte, nahm er schon im November 1830 mit den übrigen Doktrinären seine Entlassung.
Als Casimir Pierre Périer 1831 Innenminister wurde, unterstützte Guizot ihn als Führer der konstitutionellen Monarchisten. Nach Périers Tod trat er am 11. Oktober 1832 als Minister für öffentlichen Unterricht erneut ins Kabinett ein. Er verbesserte das Schulsystem: Wenngleich das Gesetz vom 28. Juni 1833 keine Schulpflicht enthielt, so wurde doch jede Gemeinde verpflichtet, wenigstens eine einfache Schule zu unterhalten, im Unvermögensfalle vom Staat unterstützt. Außerdem sollte in jeder Departementshauptstadt wie auch in sonstigen Orten von mehr als 6000 Einwohnern wenigstens eine höhere Schule vorhanden sein. Des Weiteren regelte das Gesetz die Organisation der Schulbehörden, die Einrichtung von Lehrerbildungsseminaren und die Minimaleinkommen der Lehrer. Guizot veranlasste auch die Wiederherstellung der von Napoleon 1803 aufgehobenen 5. Klasse des Instituts der Akademie der moralischen und politischen Wissenschaften. Mit einer kurzen Unterbrechung blieb er bis zum 15. April 1837 Unterrichtsminister, als der König ein seinem persönlichen Willen noch stärker als bisher willfähriges Kabinett berief. Seit 1833 war er Mitglied der Académie des inscriptions et belles-lettres.
Mit Odilon Barrot und Adolphe Thiers verbündet, intrigierte Guizot dann so lange gegen die Regierung Molé-Montalivet, bis diese nach dem Sieg der Opposition bei den Wahlen 1839 stürzte. Doch wurde Guizot nicht in das neue Kabinett berufen, welches unter dem nominellen Vorsitz Marschall Soults, aber eigentlich unter persönlicher Leitung des Königs gebildet wurde, sondern an Horace-François Sébastianis Stelle als Gesandter nach London geschickt, wo er den gegen Frankreichs orientalische Politik gerichteten Vertrag der vier Großmächte vom 15. Juli 1840 nicht verhindern konnte, der die Orientkrise ohne Berücksichtigung der französischen Interessen beendete. Am 28. Oktober 1840 übernahm er nach Thiers’ Rücktritt in der neuen Regierung Soult das Amt des Außenministers. In dieser Funktion beendete er die Rheinkrise und schloss 1841 den Dardanellenvertrag ab, der die Meerengenfrage gemeinsam mit den anderen Großmächten einvernehmlich regelte. Er wurde zu einer der stärksten Figuren des Kabinetts und nach Soults Rücktritt im September 1847 auch Ministerpräsident.
Bis zur Februarrevolution 1848 hatte Guizot dieses Amt inne. Er repräsentierte sowohl nach innen als auch nach außen die Politik des Bürgerkönigs und trug nicht wenig dazu bei, dass die konstitutionelle Monarchie in Misskredit geriet und letztlich auch stürzte. Er unterdrückte kritische Meinungen und Reformforderungen aus der Bevölkerung, vor allem auf dem Gebiet des Wahlrechts. Im damals geltenden Zensuswahlrecht waren die Einkommenshürden so hoch gelegt, dass nur etwa 2 % der Bevölkerung das aktive und nur etwa 0,3 % das passive Wahlrecht besaßen. Statt die Hürden zu senken, riet Guizot den Einwohnern Enrichissez-vous („Bereichert euch!“), um das Wahlrecht zu erlangen. Dieser Ausspruch, dessen Ursprung ungeklärt ist, wurde von der politischen Geschichtsschreibung in unterschiedliche Zusammenhänge gestellt und als zynisches Credo der Julimonarchie verstanden.
In der auswärtigen Politik führte er durch die auf Betreiben des Königs eingefädelten Intrigen bei den spanischen Heiraten die Entfremdung mit England herbei und erregte durch die Unterstützung der Jesuiten in der Schweiz die Unzufriedenheit der Liberalen. Die Wahlreform lehnte er hartnäckig ab und rief dadurch die Bewegung von 1848 hervor, die sich wegen seiner allgemeinen Unpopularität zuerst gegen seine Person richtete. Am 16. Februar reichte er seine Entlassung ein, die der König jedoch nicht annahm; am 24. Februar 1848 musste er aus Paris flüchten und wurde von der provisorischen Regierung angeklagt, aber im November vom Gerichtshof in Paris freigesprochen. Er lebte seit März 1848 in London und erließ von hier aus im April 1849 ein Wahlmanifest, worin er den Wählern in Frankreich seine Dienste, wiewohl vergeblich, anbot.
Nachdem er im November 1849 nach Paris zurückgekehrt war, wirkte er hier für eine Fusion der sich bekämpfenden Anhänger der Bourbonen und der Orléans. Durch den Staatsstreich vom 2. Dezember 1851 fand diese Tätigkeit ein Ende und veranlasste ihn, wieder nach England zu gehen. Später kehrte er in sein Vaterland zurück, um hier seine literarischen Studien wiederaufzunehmen, und wurde im Januar 1854 Präsident der Pariser Akademie der moralischen und politischen Wissenschaften. 1855 wurde er in die American Academy of Arts and Sciences gewählt. Zum letzten Mal trat er 1870 beim Plebiszit öffentlich auf, indem er in einem Brief das bejahende Votum anriet. Auch an den Fusionsverhandlungen 1873 hatte er einen bedeutenden, aber geheimen und letztlich erfolglosen Anteil. Dabei erkannten die den Orléans anhängenden Monarchisten zwar das Vorrecht der Bourbonen auf den Thron Frankreichs an, durch die Intransigenz des Prätendenten Henri d’Artois (auch als Graf von Chambord bekannt) hatte die vorgesehene Restauration jedoch keine Aussicht auf Erfolg.
Unter Guizots Einfluss beschloss die Synode der protestantischen Kirche Frankreichs 1874 den Ausschluss der liberalen Protestanten. Als er mit den Bonapartisten in einen Streit geriet, bereiteten ihm diese den Schmerz, zu veröffentlichen, dass Guizots Sohn 1855 von Napoleon III. ein Geschenk von 50.000 Francs angenommen habe. Guizot verkaufte ein Bild, um der Kaiserin Eugenie die Summe zurückzuzahlen, die aber nicht angenommen wurde.
Guizot starb am 12. September 1874 im Alter von 86 Jahren auf seinem Landgut Val-Richer bei Lisieux in der Normandie und wurde auf dem Friedhof des Val Richer in Saint-Ouen-les-Pin beigesetzt.

## Rezeption und Nachwirkung
Sosehr seine ministerielle Tätigkeit Angriffen ausgesetzt gewesen ist, so bereitwillige Anerkennung haben von allen Seiten seine schriftstellerischen Leistungen gefunden. Durch die Gründung der Comités historiques, durch Anregung zur Herausgabe wichtiger Quellensammlungen sowie durch seine eigenen zahlreichen Schriften hat er sich um die Beförderung der historischen Studien in Frankreich große Verdienste erworben. Leiden auch seine Geschichtswerke an teleologisch-pragmatischem Doktrinarismus, so ist doch die große Kunst der Komposition und Darstellung unbestritten, und Guizot muss wenn nicht zu den großen Staatsmännern, doch zu den ersten Schriftstellern Frankreichs gezählt werden. Im Auftrag der Regierung der Vereinigten Staaten von Nordamerika bearbeitete er die Geschichte Washingtons nach dessen hinterlassenen Papieren in Vie, correspondance et écrits de Washington (1839–40, 6 Bände), wofür sein Bildnis im Sitzungssaal des Repräsentantenhauses in Washington, D.C. angebracht wurde.

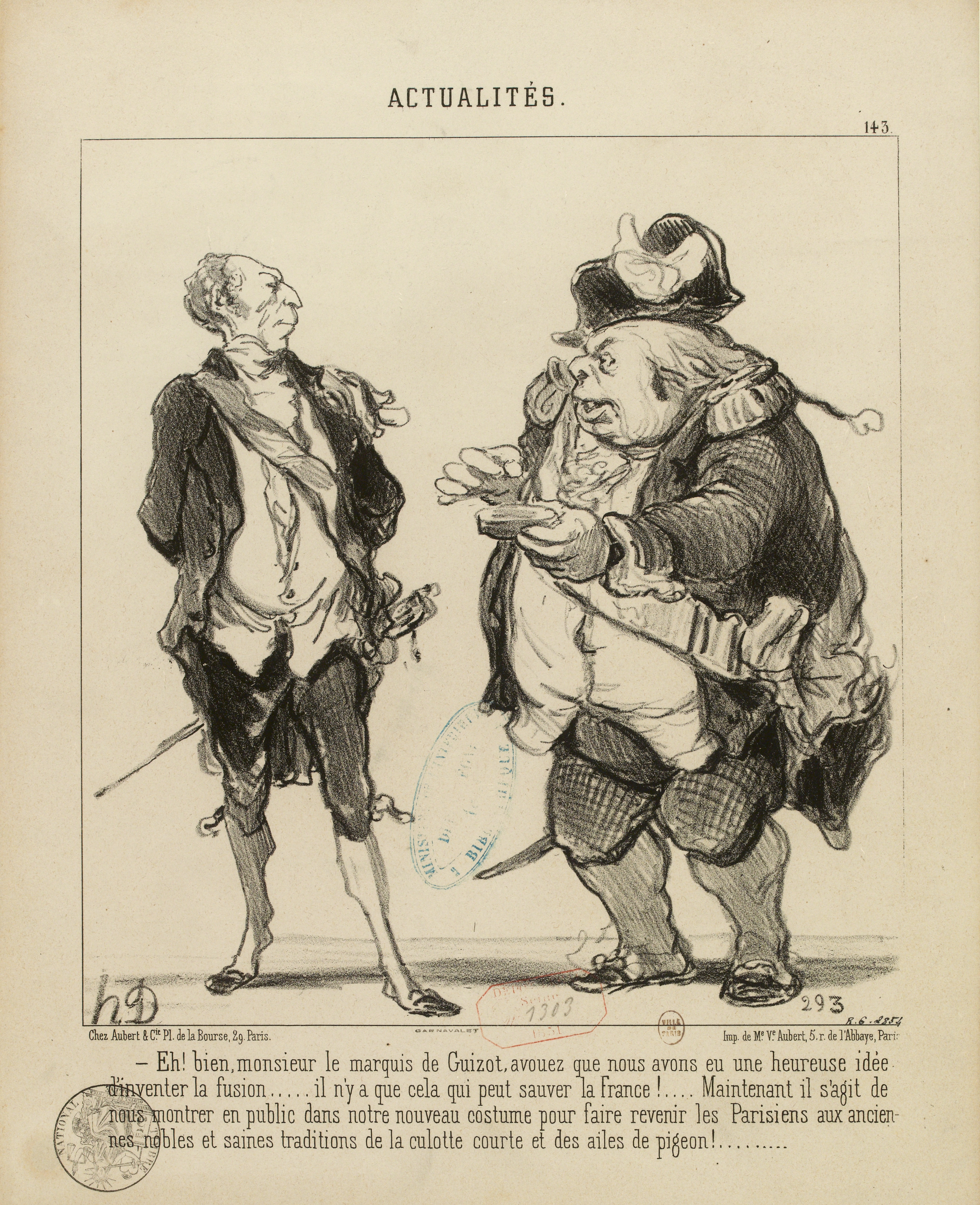
Karikatur Guizots von Honoré Daumier

Neben Metternich wurde er im Vorwort des Kommunistischen Manifests als Feind des Kommunismus genannt. Der französische Satiriker, Maler und Zeichner Honoré Daumier, ein Gegner der Julimonarchie und deren Zensurbestrebungen, fertigte von Guizot karikierende Zeichnungen und 1833 eine Tonbüste an.
Der Botaniker Cassini benannte 1829 ihm zu Ehren die Pflanzengattung Guizotia (Ramtillkraut) aus der Familie der Korbblütler. In Preußen wurde Guizot am 24. Januar 1849 in den Orden Pour le Mérite für Wissenschaft und Künste als ausländisches Mitglied aufgenommen.

## Weitere Veröffentlichungen
- Nouveau dictionnaire universel des synonymes de la langue française, contenant les synonymes de Girard, Beauzée, Roubaud, d’Alembert, etc., et généralement tout l’ancien dictionnaire, mis en meilleur ordre, corrigé, augmenté. 2 Bände. Maradan, Paris 1809. (Digitalisat Band 1), (Band 2)
- De l’état des beaux-arts en France et du Salon de 1810. Maradan, Paris 1811. (Digitalisat)
- Vie des poètes françois du siècle de Louis XIV. Schoell, Paris 1813.
- Annales de l’éducation. 6 Bände. Le Normant, Paris 1811–1815. (Digitalisat Band 1), (Band 2), (Band 3), (Band 4), (Band 5), (Band 6)
- Du gouvernement représentatif et de l’état actuel de la France. Maradan, Paris 1816. (Digitalisat) (4. Auflage 1821)
- Des conspirations et de la justice politique. Ladvocat, Paris 1820.
- Les moyens de gouvernement et d’opposition dans l’état actuel de la France. Ladvocat, Paris 1821.
- Sur la peine de mort en matière politique (1822)
- Cours d’histoire moderne. 6 Bände. Pichon & Didier, Paris 1828–30. (Digitalisat Band 1), (Band 2), (Band 3), (Band 4), (Band 5)
- Collection des mémoires relatifs à l’histoire de France depuis la fondation de la monarchle française jusqu’au XIIIe siècle (1823 ff., 31 Bände, Gemeinschaftsausgabe mit mehreren Gelehrten)
- Essai sur l’histoire de France (1824 in Mably: Observations sur l’histoire de France)
- Histoire de la révolution d’Angleterre, Histoire de Charles I, 1625-49. 2 Bände. Muquardt, Brüssel 1828. (Digitalisat Band 1), (Band 2)
- Histoire des origines du gouvernement représentatif, 1820 bis 1822 gehaltene Vorlesungen (1851, zwei Bände)
- Lettres de M. Guizot à sa famille et à ses amis (2. Auflage von 1884)